# Обухов, Валерий Евгеньевич
Валерий Евгеньевич Обухов (род. 12 февраля 1974, Усть-Каменогорск) — казахстанский хоккеист.

## Карьера
Воспитанник усть-каменогорского хоккея. В чемпионате России выступал в составе клубов высшей и первой лиг. В высшей лиге провёл 334 игры, в первой — 252 игры.
В чемпионате Казахстана провёл 113 игр. Чемпион 2006 года.
Привлекался в сборную Казахстана.
В 10 играх чемпионатов мира отметился 4 шайбами и 4 результативными передачами.
В браке с Ольгой Обуховой.Есть сыновья и дочь:Илья, Арсений и Александра.
Брат хоккеиста Александра Обухова.